# Indicator
Indicator – rodzaj ptaków z rodziny miodowodów (Indicatoridae).

## Zasięg występowania
Rodzaj obejmuje gatunki występujące w Afryce, Azji Południowo-Wschodniej i Południowej.

## Morfologia
Długość ciała 12–20 cm; masa ciała 11–61 g.

## Systematyka

### Etymologia
- Indicator: epitet gatunkowy Cuculus indicator Sparrman, 1777; łac. indicator, indicatoris „przewodnik, zwracać na coś uwagę”, od indicare „pokazywać”, od index, indicis „znak, informator”, od in „pośród”; dicere „mówić”[12].
- Meliphagus: gr. μελι meli, μελιτος melitos „miód”; -φαγος -phagos „-jedzący”, od φαγειν phagein „jeść”[12]. Nomen nudum.
- Morocus: nazwa oparta na „Moroc” (Bruce, 1790) i nazwie gatunkowej Cuculus moroc Suckow, 1800[a][12]. Nomen nudum.
- Prodotes: gr. προδοτης prodotēs „zdrajca”, od προδοσια prodosia „zdrada”, od προδιδωμι prodidōmi „zdradzać”[12]. Gatunek typowy: Cuculus indicator Sparrman, 1777.
- Melignothes: gr. μελι meli, μελιτος melitos „miód”; γνωστης gnōstēs „wróżbita”, od γνωστευω gnōsteuō „poświadczyć”[12]. Gatunek typowy: Melignothes exilis Cassin, 1856.
- Melignostes: gr. μελι meli, μελιτος melitos „miód”; γνωστης gnōstēs „wróżbita”, od γνωστευω gnōsteuō „poświadczyć”[12]. Nowa nazwa dla Melignothes.
- Pseudofringilla: gr. ψευδος pseudos „fałszywy”; łac. fringilla „zięba”[12]. Gatunek typowy: Indicator xanthonotus Blyth, 1842.
- Pseudospiza: gr. ψευδος pseudos „fałszywy”; σπιζα spiza „zięba”, od σπιζω spizō „ćwierkać”[12]. Gatunek typowy: Indicator xanthonotus Blyth, 1842.
- Melipodagus:  gr. μελι meli, μελιτος melitos „miód”; ποδαγος podagos „prowadzenie, kierowanie”, od ποδηγεω podēgeō „prowadzić”[12]. Gatunek typowy: Indicator variegatus Lesson, 1830.

### Podział systematyczny
Do rodzaju należą następujące gatunki:
- Indicator pumilio Chapin, 1958 – miodowód mały
- Indicator willcocksi Alexander, 1901 – miodowód oliwkowy
- Indicator meliphilus (Oberholser, 1905) – miodowód ubogi
- Indicator exilis (Cassin, 1856) – miodowód brodaty
- Indicator minor Stephens, 1815 – miodowód szarogłowy
- Indicator maculatus G.R. Gray, 1847 – miodowód plamisty
- Indicator variegatus Lesson, 1830 – miodowód łuskogardły
- Indicator xanthonotus Blyth, 1842 – miodowód himalajski
- Indicator archipelagicus Temminck, 1832 – miodowód malajski
- Indicator indicator (Sparrman, 1777) – miodowód duży